# Jorethang
Jorethang est une ville indienne situé dans l'État indien du Sikkim, district du Sikkim méridional.

## Géographie
Jorethang borde la rivière Rangeet, un affluent de la Teesta dans le bassin du Brahmapoutre.

## Maghe Sankranti Mela
Le Maghe Sankranti Mela est un festival organisé par des Népalais depuis 1961 à Jorethang, inspiré par le Maghe Sankranti (en).

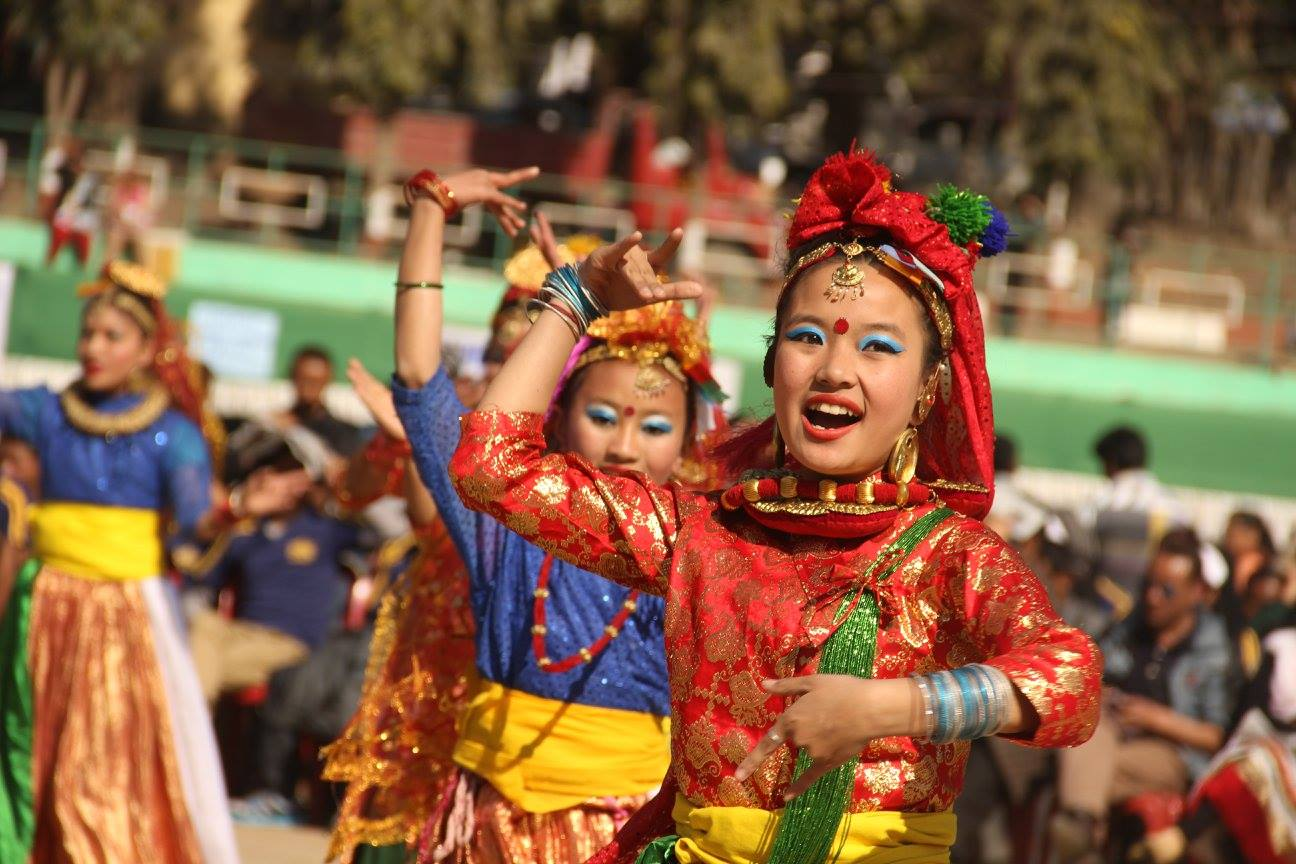
Jeunes de Jorethang pratiquant une danse traditionnelle.

## Paysages

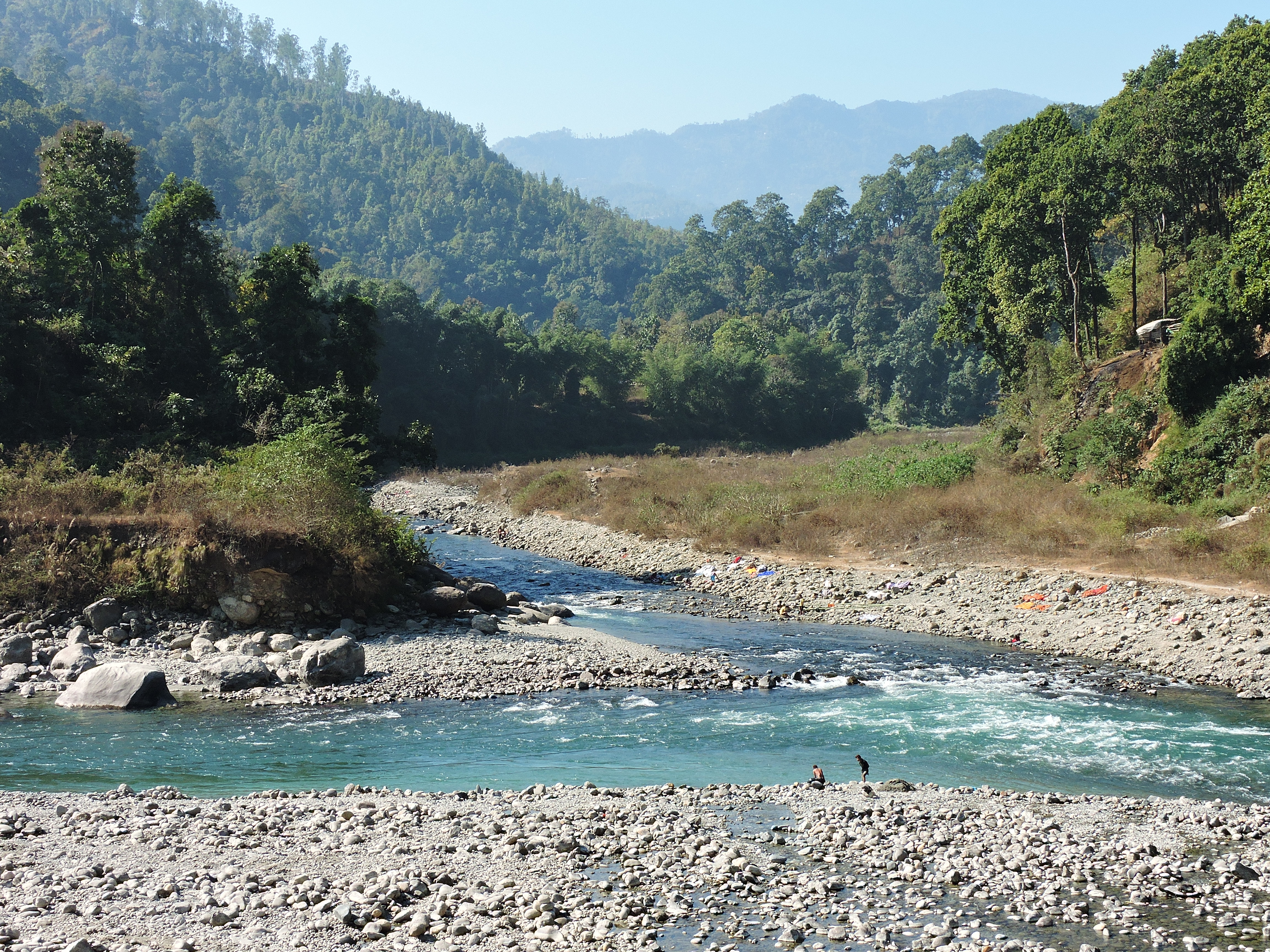
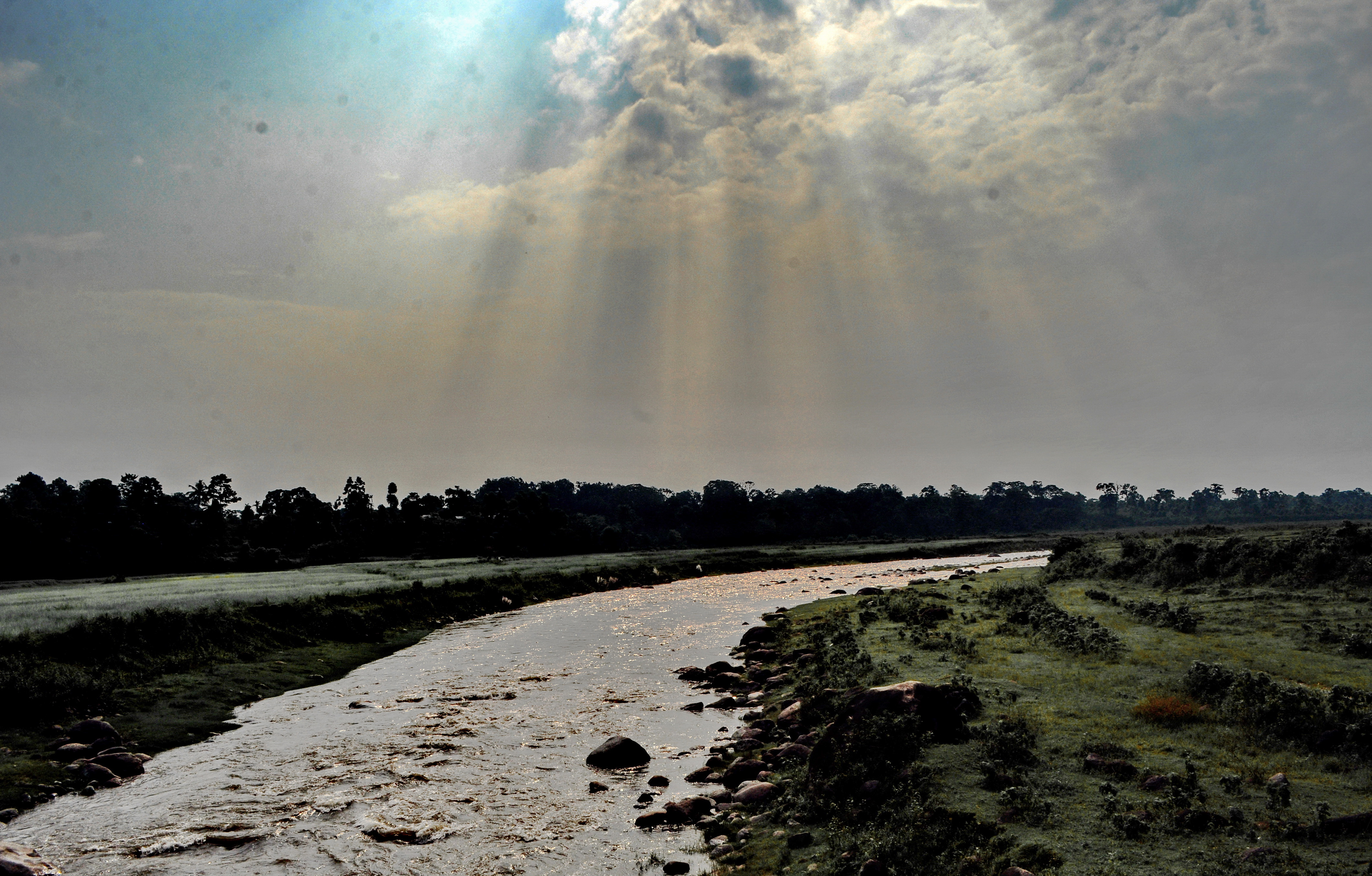
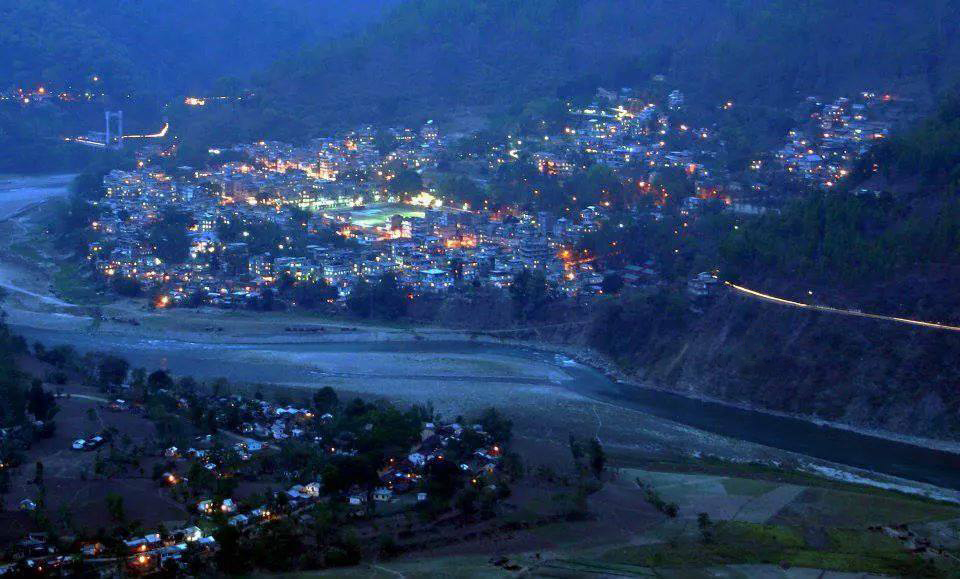